# Shaun Baker
Shaun Baker (ur. 1962) – brytyjsko-niemiecki DJ.

## Życiorys
W latach 80. przeprowadził się z północnej Anglii do Niemiec. Karierę zaczynał, grając w tamtejszych klubach. Następnie występował w całej Europie, między innymi regularnie prezentując swój materiał na Ibizie i Majorce. W miarę rozwoju kariery jego sety można było usłyszeć także w Japonii, Tajlandii czy na Tajwanie. Świat usłyszał o nim po 1997 roku, kiedy to zaczął wydawać własne utwory. Była to muzyka gatunkowo zbliżona do euro trance lub vocal trance. Tytuły albumów Shauna Bakera z tamtego okresu często zawierały wulgaryzmy. Jego pierwszym wielkim przebojem, który doczekał się niezliczonej ilości przeróbek i remiksów, była piosenka "Explode", nagrana w ramach projektu Jordan & Baker. Duet ten wystąpił na Sunrise with Ekwador w 2003 roku. Projekt Jordan & Baker ujawnił tendencję Bakera do bogatego wykorzystywania syntezatorów. Obecnie Shaun współpracuje z innym niemieckim DJ – Sebastianem Wolterem, wydając muzykę w stworzonej przez niego wytwórni Uptunes. Pierwszym jego solowym hitem był cover utworu "Bakerman", autorstwa zespołu Laid Back. Największą popularność przyniosła mu jednak piosenka "V.I.P." z lutego 2007 roku. Zajmowała ona pierwsze miejsca na listach przebojów między innymi w Polsce i Czechach. Po sukcesie tego utworu jego oficjalną wokalistką została MaLoY.
25 lipca ukazał się album 1 z hitami "V.I.P.", "Power" i "Hey Hi Hello". 9 sierpnia 2008 r. "Hey Hi Hello" został Zagranicznym Hitem Lata 2008 podczas Sopot Hit Festiwal (Polska). Baker otrzymał statuetkę i czek w wysokości 50 tysięcy złotych.

## Dyskografia
- 2008: 1

### Single
- 1997:
  - The Madman - Saaax!!!
  - Japan
  - Pizza!
  - On a Helium Trip
  - Somebody
  - Back in Town
  - Sex on the Streets feat. Marc van Linden
  - Millions feat. Jordan
  - Music Love & Money pres. A & B Brothers
- 2002:
  - Xplode feat. Jordan
- 2003:
  - The Works PT 01.
  - Be Free
- 2005:
  - Xplode 2
- 2006:
  - Push!/Deep
  - Bakerman feat. Laid Back
- 2007:
  - Hit Me Hard feat. Jasmin Teutrine
  - V.I.P. feat. MaLoY
  - Power feat. MaLoY
- 2008:
  - Hey Hi Hello feat. MaLoY
  - Could You, Would You, Should You feat. MaLoY
  - Xplode feat. Hyper
  - Rectangle
- 2009:
  - Sunshine 2009 feat. Dance Nation
  - Give feat. MaLoY
  - Blame It On The Summer feat. Bryce
- 2010:
  - Show Me 10 feat. Darius & Finlay
  - Frontline
- 2011:
  - Love Dis Sound pres. Raw N Holgerson
  - Addiction feat. Jessica Jean & Discomakers
- 2012:
  - Love Music feat. Carplit
  - All That I Am feat. Felix Schreiber
  - Northern Lights
- 2013:
  - Theres Nothing I Wont Do feat. MaLoY
  - Bang Bang (Explode) feat. DF&S & Ceresia & Ron Caroll
  - Click My Life feat. Erik Gold
  - Exploding Rhytm feat. Yan Dollar
- 2014:
  - All I Ever
- 2015:
  - 2 Horny
- 2016:
  - Catch the sunlight (Baker and Castle)
- 2019:
  - Run away feat. Jessica Jeann (Klaas Original Mix)
- 2020
  - "Knockin' (Klaas edit) feat. Jessica Jean